# 광픽업
광픽업은 CD, MD 등의 디스크 재생, 기록 장치에 소프트웨어를 재생하거나 기록할 때에 정보를 읽어 전기신호로 변환하는 부품이다.